# Tibetan and Himalayan Library
De Tibetan and Himalayan Library (Voorheen: THDL met de toevoeging Digital) is een multimediale gids en digitale bibliotheek die gehost wordt door de Universiteit van Virginia en gericht is op de Tibetaanse talen, geschiedenis en de geografie van Tibet en de Himalaya. Het project wordt geëxploiteerd door een international team van wetenschappers van universiteiten en private organisaties, onder meer van de Tibet-universiteit. Betrokkenen bij het project zijn onder andere de Amerikaanse professor Matthew Kapstein, de Franse Nicolas Tournadre en Amy Heller en de Nederlander Sam van Schaik. Van de Tibet-universiteit zijn dat onder meer Tsering Gyalpo, Könchok Jiatso, Yarlung Buchung, Drongbu Tsering Dorje en Lhakpa Tseten.
De Tibetan and Himalayan Library werd opgezet in 2000 in samenwerking met de universiteitsbibliotheek en het Institute for Advanced Technology in the Humanities. Het systeem bevat publicaties, onderzoeksbronnen, materialen om taal te leren en een gazetteer (geografisch woordenboek). Het bestaat uit vijf domeinen: collecties, referenties, community, tools en educatie. De content is in het Engels, Tibetaans, Nepalees, Dzongkha en Chinese talen.